# Malcolmia behboudiana
Malcolmia behboudiana là một loài thực vật có hoa trong họ Cải. Loài này được Rech. f. & Esfand. mô tả khoa học đầu tiên.